# Gymnocalycium mesopotamicum
Gymnocalycium mesopotamicum ist eine Pflanzenart in der Gattung Gymnocalycium aus der Familie der Kakteengewächse (Cactaceae). Das Artepitheton mesopotamicum verweist auf das Verbreitungsgebiet, die argentinischen Landschaft Mesopotamia.

## Beschreibung
Das einzelne, gedrückt-kugelförmige Gymnocalycium mesopotamicum ist dunkelgrün und erreicht Wuchshöhen von 1,2 bis 2,3 Zentimeter und einen Durchmesser von bis zu 4 Zentimeter. Die 7 bis 9, breiten, niedrigen und stumpfen Rippen haben Querfurchen. Die 9 bis 12 biegsamen, nadelartigen, zur Oberfläche des Pflanzenkörpers hin abgeflachten Dornen sind rötlich-braun und zwischen 2 und 9 Millimeter lang. Im Alter werden sie gräulich-weiß.
Die reinweißen Blüten sind 6 bis 7 Zentimeter lang und haben einen Durchmesser von bis zu 6,5 Zentimeter. Die mattgrünen Früchte sind keulenförmig, 2 bis 3 Zentimeter lang und weisen einen Durchmesser zwischen 7 und 8 Millimeter auf.

## Verbreitung, Systematik und Gefährdung
Gymnocalycium mesopotamicum ist in der argentinischen Provinz Corrientes in Höhenlagen von etwa 200 Metern verbreitet.
Die Erstbeschreibung erfolgte 1980 durch Roberto Kiesling (* 1941).
In der Roten Liste gefährdeter Arten der IUCN wird die Art als „Least Concern (LC)“, d. h. als nicht gefährdet geführt.

## Nachweise